# 第15後方支援隊
第15後方支援隊（だいじゅうごこうほうしえんたい、JGSDF 15th Logistic Support Troop）は、陸上自衛隊那覇駐屯地（沖縄県那覇市）に隊本部が駐屯する第15旅団隷下の後方支援部隊である。

## 概要
第15旅団の後方支援業務（補給、整備、回収等の業務）および衛生支援を任務とする。第1混成団第101後方支援隊、第6高射特科群第107高射直接支援隊を前身とするが、第101後方支援隊時に担当していた駐屯地管理業務は新編の那覇駐屯地業務隊に移管した。
他の旅団後方支援隊と違い輸送隊が隷下に編成されない。

## 沿革
- 2010年（平成22年）3月26日：第15旅団発足により、第15後方支援隊が那覇駐屯地において編成完結。

## 部隊編成
- 第15後方支援隊本部
- 第15後方支援隊本部付隊「15後支-本」
- 整備中隊「15後支-整」
  - 中隊本部
  - 第1整備小隊：第15旅団等を全般支援
    - 小隊本部
    - 車両整備班
    - 施設整備班
    - 工作回収班

  - 第2整備小隊：第15旅団等を全般支援
    - 小隊本部
    - 通信電子整備班
    - 火器整備班
    - 需品整備班
    - 化学整備班

  - 普通科直接支援小隊：第51普通科連隊に同行支援時に編成

- 高射直接支援中隊「15後支-高」[1]（八重瀬分屯地）：第15高射特科連隊を支援
  - 中隊本部
  - 第1直接支援小隊（知念分屯地）第15高射特科連隊第1高射中隊を支援
  - 第2直接支援小隊（勝連分屯地）第15高射特科連隊第2高射中隊を支援
  - 第3直接支援小隊（白川分屯地）第15高射特科連隊第3高射中隊を支援
  - 第4直接支援小隊（南与座分屯地）第15高射特科連隊第4高射中隊を支援
- 補給中隊「15後支-補」
  - 中隊本部班
  - 補給小隊
  - 業務小隊
- 衛生隊「15後支-衛」
  - 隊本部班
  - 治療後送小隊
  - 救急車小隊

※出典

## 主要幹部
| 官職名           | 階級    | 氏名     | 補職発令日     | 前職                                             |
| ---------------- | ------- | -------- | -------------- | ------------------------------------------------ |
| 第15後方支援隊長 | 1等陸佐 | 河原宏樹 | 2024年08月01日 | 陸上自衛隊補給統制本部火器車両部 補給計画第1課長 |

| 代 | 氏名     | 在職期間                        | 前職                                             | 後職                                          |
| -- | -------- | ------------------------------- | ------------------------------------------------ | --------------------------------------------- |
| 01 | 重信勝利 | 2010年03月26日 - 2011年04月18日 | 第101後方支援隊長                                | 陸上自衛隊需品学校教育部長                    |
| 02 | 藤野靖久 | 2011年04月19日 - 2013年03月31日 | 陸上自衛隊武器学校研究部長                       | 陸上自衛隊関西補給処装備計画部長              |
| 03 | 冨吉直樹 | 2013年04月01日 - 2015年03月22日 | 陸上自衛隊幹部学校学校教官                       | 陸上幕僚監部装備部武器・化学課 車両班長       |
| 04 | 北村清孝 | 2015年03月23日 - 2017年03月22日 | 陸上幕僚監部装備部武器・化学課 車両班長          | 陸上自衛隊補給統制本部装備計画部 調査研究課長 |
| 05 | 奥田将樹 | 2017年03月23日 - 2018年11月30日 | 防衛装備庁長官官房装備開発官付 第1開発室長       | 陸上自衛隊北海道補給処装備計画部長            |
| 06 | 武石政之 | 2018年12月01日 - 2020年07月31日 | 西部方面総監部装備部装備課長                     | 陸上自衛隊補給統制本部装備計画部 装備計画課長 |
| 07 | 伊高賢   | 2020年08月01日 - 2022年11月30日 | 宇都宮駐屯地業務隊長                             | 陸上自衛隊関東補給処松戸支処 落下傘部長       |
| 08 | 清水望   | 2022年12月01日 - 2024年07月31日 | 陸上幕僚監部装備計画部武器・化学課 弾薬班長      | 陸上自衛隊補給統制本部弾薬部長                |
| 09 | 河原宏樹 | 2024年08月01日 -                | 陸上自衛隊補給統制本部火器車両部 補給計画第1課長 |                                               |